# Келльнер, Томас
Томас Келльнер (нем. Thomas Kellner; род. 28 мая 1966, Бонн, Германия) — немецкий фотограф, лектор и куратор. Наибольшую известность ему принесли широкоформатные фотографии известных архитектурных памятников, которые выглядят как «фотомозаики» за счет множества отдельных изображений и смещенной перспективы фотоаппарата.

## Жизнь и творческая карьера
С 1989 по 1996 год Келльнер изучал искусство и общественные науки в Зигенском университете для получения педагогического образования. В то время на художественном факультете Зигенского университета под руководством профессора Юргена Кёнигса развивалась настоящая «школа фотографии со стенопом». Поэтому Келльнер интенсивно занимался возможностями и ограничениями этой техники. В то же время он экспериментировал с другими фотографическими техниками, как например отпечатки на соленой бумаге и цианотипия. Он также работал с различными фотографическими печатными процессами, такими как серебряный желатин и гуммиарабиковая фотопечать. В 1996 году Келльнер получил приз «Kodak Nachwuchs Förderpreis». В 2003 и 2004 годах он временно работал профессором по художественной фотографии в Гиссенском Университете, в 2012 году читал лекции по фотографии в Университете Падерборна.
В 2004 году Томас Келльнер инициировал в своем родном городе проект Photographers:Network, ежегодная выставка с меняющимися темами и международными художниками. В 2013 году десятая и последняя выставка Photographers:Network состоялась в его студии города Зигена в Германии. Для участия в выставке он отобрал работы 18 художников из семи стран и трех континентов. Начиная с 2005 года, художник несколько раз ездил в Бразилию, чтобы сфотографироваться в рамках своей комиссии по представлению архитектурных памятников Бразилии. В 2010 году фотографии были показаны в городе Бразилиа по случаю 50-летия  этого города. В 2006 году Томас Келльнер много путешествовал по США, Латинской Америке, Сирии и Китаю. С помощью своей специальной техники он сфотографировал знаменитые архитектурные памятники, такие как мост Золотые ворота, Бостонский Атеней и Великая Китайская стена.
В 2010 году вместе с учениками из школы «Gesamtschule Gießen-Ost» он создал фотопроект, посвященный телекоммуникационному бункеру в Гиссене. Проект был профинансирован городом Гиссен в рамках конкурса «Город молодых исследователей» Цель фото-художественной разработки бункера состояла в понимании методики Келльнера по деконструкции зданий и их реконструкции на фотографиях «как процедура и преобразование в условиях на месте». Для этого в сотрудничестве со школьниками разработаны категории для работы с отдельными компонентами и сформулированы тематические направления. Затем учащиеся фотографировали отдельные области с помощью своих камер. Полученные фотографии были сведены в коллажи и презентации в программе PowerPoint: «Благодаря сегментации и последующей рекомбинации различных точек зрения, появился всеобъемлющий и новый, но в то же время критический образ бывшего бункерного комплекса. [...] Обнаружилось эстетическое противостояние с национал-социализмом, которое преследует и движет, являясь культурно-историческим свидетельством».
В 2012 году Томас Келльнер от компании RWE отправился в Россию, чтобы сфотографировать индустриальную архитектуру в Екатеринбурге и Перми («Genius Loci»). Оба города были основаны Георгом Вильгельмом де Геннингом из Зигена. Благодаря своему опыту, Геннинг был приглашен Петром I в 18 веке, для стимуляции экономики Урала и развития горнодобывающей промышленности в регионе. Фабрики, которые он основал, обрабатывали сталь и металл. Келльнер фотографировал не только на месте в России, но и параллельно в районе Зигена, чтобы показать связь обоих регионов в обработке стали и металла.
Начиная с 2004 года, он является членом Немецкого Союза Фотографии («Deutsche Gesellschaft für Photographie, DGPh»), живет и работает в Зигене.

## Техника фотографии
Томас Келльнер работает с зеркальной камерой и использует 35-миллиметровые фотоплёнки. Каждый кадр имеет размер 24×36 миллиметров. Каждая фотоплёнка состоит из 36 отдельных кадров. Для транспортировки плёнки сверху и снизу каждого рулона делаются перфорации, на которых указывается как тип плёнки, так и количество каждого кадра.
После разработки фильма Келльнер разрезает его на полоски одинаковой длины и собирает их в один большой негатив. Затем из этого листа делается контактная информация, на которой можно просмотреть метаинформацию о фильме и соответствующий номер снимка.
Обычно фотографы используют лист контактов для выбора сфотографированных кадров, которые затем увеличиваются. Как правило он никогда не отображается на готовых фотографиях. Материал в качестве носителя информации об изображении остается невидимым. Келльнер же использует информацию, которая видна на фильме, в своих готовых фотографиях. С одной стороны, они отделяют отдельные изображения друг от друга и тем самым создают ритм и структуру фотографируемого объекта. C другой стороны, они также делают рабочий процесс художника понятным для зрителя на готовой фотографии: «Материальность в фотографии решается довольно редко, в отличие от всех других жанров в живописи, скульптуре, графике и т.д.», - говорит он. «Сегодня мы всегда обсуждаем проток, сам выбранный материал, например пигменты, холст, камень и т.д. В фотографии, которая сильно медиатизирована, каждый всегда склонен смотреть только на окно ренессанса, на изображенный объект, в лучшем случае на композицию или авторство, стоящее за ним. Редко, когда речь идет о выбранной фотобумаге, ее поверхности, пигментах или зёрнах, или о значении обсуждаемых пикселей. Однако это было бы необходимо в течение длительного времени, в связи с включением фотографии в искусство в соответствии с современными критериями. [...] Выбранный материал, проток фотографического процесса должны быть частью авторского решения и незаменимы для сообщения изображения».
Когда Келльнер берется за проект, он заранее делает эскизы, разделяя для этого фотографируемый объект на квадратные участки и отмечая настройки камеры, запланированные для каждого участка. При реальном фотографировании объекта между первым и последним изображением фотоплёнки могут пройти несколько часов, так как Келльнер фотографирует объект хронологически один за другим.
Раньше он работал только с одной фотоплёнкой. Готовая фотография тогда состояла всего из 36 отдельных маленьких изображений. Сейчас он использует до 60 фотоплёнок. Для его фотографии Большого каньона это привело к 2160 отдельным изображениям и, таким образом, к 2160 различным видам чуда природы, которые он затем собрал в одну фотографию длиной 5 метров.

## Эффект от фотографий
Первой фотографией, созданной Келльнером с использованием этой техники, было изображение Эйфелевой башни (1997 г.), которое он задумал как дань уважения художнику-кубисту Роберу Делоне. Делоне был очень очарован самой высокой структурой в мире в то время и посвятил большую часть своей работы ее изображению. Келльнер подхватил типичный кубистский «Многоспектральность» объектов и развил его в центральный элемент дизайна своих фотографий. Смещение перспективы отдельных кадров - по сравнению с центральной перспективой - создает впечатление движения фактически неподвижных архитектурных икон при монтаже финального общего снимка: «The viewer thinks that by dismantling a building into individual pieces of an image and by tilting the camera several times the most famous sites in the world – from the Eiffel Tower to the Brooklyn Bridge – begin to rock, to sway, even to dance. Architecture is turned upside down.» (на руском языке: «Зритель думает, что, разобрав здание на отдельные кусочки изображения и несколько раз наклонив камеру на самые известные объекты в мире - от Эйфелевой башни до Бруклинского моста - начинаешь раскачиваться, раскачиваться, даже танцевать. Архитектура перевернута с ног на голову.»)
Когда Келльнер приехал в Мексику в 2006 году, чтобы сфотографировать важные здания, один из критиков отметил, что его фотографии очень похожи на те, что были сделаны после землетрясения 1985 года в Мехико.«Фотографические работы Келльнера часто интерпретируются как разрушение достопримечательностей человеческой культуры. С этой точки зрения его фотоработы кажутся визуальным откровением уязвимости и хрупкости культуры или ее распада». Таким образом, танец и разрушение тесно связаны в работах Келльнера.
Как правило, восприятие больших объектов не может быть воспринято человеком одним взглядом. Только блужданием глаз и суммированием «общего вида» множества различных впечатлений становится понятным представляемый объект: «Наш мозг завершает поступающую сенсорную информацию в единое целое и приписывает этому восприятию смысл».
Келльнер не только демонстрирует в своих работах именно такую сборку отдельных изображений в восприятие формы, но и сам зритель активно воссоздает этот опыт, глядя на фотографию Келльнера. Его глаза тоже постоянно движутся туда-сюда между восприятием отдельных изображений и общей картиной. Фотографии Келльнера можно воспринимать как своего рода экспериментальную аранжировку для мгновенного ощущения того, что происходит, когда мы видим крупные объекты: «Не случайно, что работы Келльнера должны выглядеть как собранные головоломки. Они побуждают вдумчивого зрителя раскрыть смысл этих архитектурных достопримечательностей как визуально, так и интеллектуально. Мы декодируем сцены из фрагментов, которые он собирает, из автоматических ожиданий, которые предписываются нашим мозгом, и из более или менее смутных воспоминаний, которые мы имеем об этих зданиях.»

## Работы в коллекциях
- Музей Джорджа Истмана, Рочестер, штат Нью-Йорк, США
- Музей изящных искусств, Хьюстон,[22] США
- Коллекция Шупмана. Фотография в Германии после 1945 года,[23] Бад Херсфельд, Германия
- Чикагский институт искусств: Collection of photography,[24] Чикаго, США
- Вустерский музей искусств,[25] Вустер, США
- Музей Фокса Талбота, аббатство Лэкок,[26] Англия.
- Библиотека Конгресса,[27] Вашингтон, США

## Выставки
Избранные персональные выставки
- 2002: Музей фотографии им. Гриффина[28], Винчестер, США.
- 2003: Monuments,[29] Розенберг и Кауфманн Изобразительное искусство, Нью-Йорк, США
- 2006: Tango Metropolis,[30] Галерея Коэна Амадора, Нью-Йорк, США.
- 2006: Tango Metropolis,[31] Галерея Стивена Коэна, Лос-Анджелес, США
- 2008: Thomas Kellner. Architectural Photos.[32] Галерея Шнайдер, Чикаго, США.
- 2010: Бразилиа: 50 лет современной утопии (Brasília: 50 anos de uma utopia moderna),[10] Испанское культурное пространство - ECСО, г. Бразилиа, Бразилия
- 2021: Small Wonders,[33] Музей фотографии Лишуя, Лишуй, Китай.
- 2013: Genius Loci,[34] Дом-музей фотографии Метенкова, Екатеринбург, Россия
- 2017: Fractured Architecture,[35] Музей Фокса Талбота, аббатство Лэкок, Англия.
- 2017: Black and White,[36] Рейкьявикский музей фотографии, Рейкьявик, Исландия
- 2018: Tango Metropolis,[37] Галерея Конни Дитцшоулда, Сидней, Австралия.
- 2019: Thomas Kellner’s America,[38] Американский музей в Британии, поместье Клавертон, Бат, Англия.

Групповые выставки
- 2002: Vues d’Architecture,[39] Музей Гренобля, Франция
- 2004: Ars & Archittetura 1900-2000,[40] Палаццо Дукале, Генуя, Италия
- 2004: Pieced Together: Photomontages from the Collection,[41] Чикагский институт искусств, Чикаго, США
- 2005: New to View: Recent Aquisitions in Photography,[42] Вустерский музей искусств, Вустер, США
- 2008: A mind at play,[43] Чикагский институт искусств, Чикаго, США
- 2010: Madrid Oh Cielos!,[44] Круг изобразительных искусств, Мадрид, Испания
- 2011: Fotografias – Coleção Joaquim Paiva,[45] Музей современного искусства, Рио-де-Жанейро, Бразилия
- 2013: After Photoshop: Manipulated Photography in the Digital Age,[46] Музей изящных искусств, Хьюстон, США
- 2015: Gifts from Nancy and Tom O’Neil,[47] Балтиморский художественный музей, Балтимор, США
- 2016: Die Grosse, Музей Кунстпаласт, Дюссельдорф, Германия
- 2018: Landschaft, die sich erinnert,[48] Музей современного искусства, Зиген, Германия
- 2018: Analog Schwarzweiss: Fotografie in Westdeutschland 1945 bis 2000 aus der Sammlung Schupmann,[49] выставочный зал Эрфурт, Эрфурт, Германия